# Sendangmulyo (Tirtomoyo)
Sendangmulyo is een bestuurslaag in het regentschap Wonogiri van de provincie Midden-Java, Indonesië. Sendangmulyo telt 2539 inwoners (volkstelling 2010).